# Brigitte Fouré
Brigitte Fouré, née le 13 août 1955 à Amiens, est une femme politique française, membre et vice-présidente de l’UDI.
Elle est maire d'Amiens de 2002 à 2007 puis de 2014 à 2024. Elle est aussi vice-présidente de la région Hauts-de-France et a été députée européenne.

## Biographie

### Origines et études
Fille d'un agriculteur devenu commercial, elle étudie le droit à Amiens où elle obtient le Certificat d'aptitude à la profession d'avocat en 1978. Titulaire d'un DEA de droit privé général (1978) et d'un DEA de théorie et pratique du droit pénal (1979) obtenus à l'université Panthéon-Assas, elle devient assistante en droit privé à l'université de Picardie à partir de 1979 avant d'y être nommée maître de conférences.

### Carrière politique
Durant ses études de droit, elle milite au sein de l'UNI. Chrétienne, pro-européenne, elle adhère au Centre national des indépendants et paysans (CNIP) à la fin des années 1970 jusqu'en 1993.
En 1986, elle est élue conseillère régionale de Picardie et exerce ce mandat jusqu'en 1992, puis sans discontinuer de 1993 à 2007.
Lors des élections municipales de 1989 à Amiens, elle est membre de la liste victorieuse conduite par le centriste Gilles de Robien et devient conseillère municipale. Elle exerce tour à tour les fonctions d'adjointe à l'enseignement et à la jeunesse, puis d'adjointe du secteur rive droite (quartiers Amiens-Nord, Vallée Saint-Ladre et Saint-Pierre).
En 1994, elle entre au Parti républicain, alors composante de l'UDF. En 1998, l'UDF devient un parti unitaire et elle décide d'y rester.
En 1998, elle forme avec Alain Gest et Roger Mézin le groupe surnommé « GMF » (référence aux trois premières lettres de leurs patronymes respectifs) au sein du conseil régional de Picardie afin de protester contre l'élection de Charles Baur, président du conseil régional réélu avec l'aide des voix du Front National.
Le 27 juin 2002, elle est élue maire d'Amiens en remplacement de Gilles de Robien, alors nommé ministre dans le premier gouvernement Jean-Pierre Raffarin.
Aux élections régionales de 2004, elle est réélue sur la liste d'union de la droite conduite par Gilles de Robien et siège au sein du groupe d'opposition UMP-UDF « Aimer la Picardie ».
Aux élections européennes de 2004, elle figure en deuxième position sur la liste interrégionale Nord-Ouest emmenée par Jean-Louis Bourlanges.
Le 29 mars 2007, elle démissionne de sa fonction de maire d'Amiens pour laisser son mandat à Gilles de Robien. Atteinte par le cumul des mandats, elle démissionne du Conseil régional de Picardie pour rester adjointe au maire d'Amiens et exerce les fonctions de 2e adjointe déléguée à la « Démocratie locale, la vie associative, la prévention et la sécurité ». Elle reste également conseillère de la Communauté d'agglomération Amiens Métropole jusqu'en 2008.
Le 10 janvier 2008, elle succède à Jean-Louis Bourlanges, démissionnaire, en tant que députée au Parlement européen. Au sein de celui-ci, elle choisit d'intégrer le groupe du Parti populaire européen où elle est la seule eurodéputée étiquetée Nouveau Centre. Elle siège au sein des commissions « Transports et Tourisme » et « Marché Intérieur et Protection des Consommateurs ». Elle est également membre de la délégation inter-parlementaire pour les relations avec les États du Golfe, y compris le Yémen.
En 2009, dans le cadre d'un accord national avec ses partenaires de la majorité présidentielle pour les élections européennes, Hervé Morin obtient 3 places de candidats supposées éligibles pour le Nouveau Centre. Cet accord lui est défavorable, elle décide de ne pas se représenter au Parlement européen. Malgré tout, elle poursuit sa campagne électorale afin de faire « la promotion de l'Union européenne ».
Elle quitte le Parlement européen le 13 juillet 2009 et transmet le flambeau à Sophie Auconie, Damien Abad et Jean-Marie Cavada, tous trois députés européens du Nouveau Centre.
Le 16 mars 2008, à l'issue du second tour des élections municipales à Amiens, la majorité sortante perd le scrutin. Le 21 mars 2008, le socialiste Gilles Demailly est élu maire de la ville. Brigitte Fouré siège alors en tant que conseillère municipale d'opposition en étant membre de la commission des finances ainsi que de la commission « Démocratie, Solidarité, Écologie ».
À la suite du décès du conseiller général du canton Sud-est d'Amiens, Daniel Leroy (PS), elle arrive en tête du premier tour de l'élection cantonale partielle avec 29,70 % contre 28,14 % pour le candidat socialiste Romain Joron. Le 13 juin 2010, elle est élue au second tour avec 52,49 % des suffrages, son suppléant est Olivier Mira. Le 28 juin 2010, elle est officiellement installée au Conseil général de la Somme et siège dans le groupe du Centre et des non-inscrits.
Le 23 septembre 2012, elle annonce son intention de briguer le mandat de maire d'Amiens aux élections municipales de mars 2014. À la suite d'un accord passé avec Alain Gest, le candidat investi par l'UMP, il est décidé qu'elle conduise la liste d'union de la droite et qu'en cas de victoire la présidence de la Communauté d'agglomération d'Amiens Métropole soit confiée à Alain Gest.
Le 23 mars 2014, elle est placée largement en tête du premier tour des élections municipales avec 44,79 % des suffrages exprimés, dans un contexte de forte abstention et de progression de la droite sur le plan national. Au second tour, le 30 mars 2014, elle obtient la majorité absolue avec 50,39 % des voix dans une triangulaire l'opposant à Thierry Bonté (PS) (33,80 % des voix) et à Yves Dupille (RBM) (15,80 % des voix). Le 4 avril 2014, elle succède à Gilles Demailly (PS) à la tête de la mairie d'Amiens. Le 17 avril 2014, conformément à l'accord passé avec Alain Gest, la candidature de ce dernier est proposée aux élus de la communauté d’agglomération pour la présidence d’Amiens Métropole. Il est élu président tandis qu'elle est élue 2e vice-présidente déléguée au personnel. Ce choix de disjoindre la fonction de maire d'Amiens de celle de président de la métropole amiénoise fut critiqué  notamment par le maire et président de la métropole sortant Gilles Demailly, mais également par Gilles de Robien qui qualifia cette décision d'« erreur historique ».
Le 20 mai 2014, elle est élue 8e vice-présidente de l’Association des maires de grandes villes de France (AMGVF) présidée par Jean-Luc Moudenc, maire de Toulouse.
En lice pour les élections sénatoriales de 2014, en 2e position sur la liste de Daniel Dubois (UDI-UC), elle annonce sa démission du poste de conseillère générale de la Somme le 23 août 2014 afin d'éviter d'être atteinte par le cumul des mandats en cas d'élection au Sénat. Son suppléant, Olivier Mira, lui succède le 8 septembre 2014.
Le 3 décembre 2014, elle est nommée secrétaire générale de l'UDI par Jean-Christophe Lagarde, nouvellement élu à la tête du parti politique de centre droit.
Le 17 juillet 2015, elle annonce sa candidature comme tête de liste aux premières élections régionales de la nouvelle collectivité Picardie – Nord-Pas-de-Calais à la suite de la proposition qui lui été faite par Xavier Bertrand. L’édile amiénois justifie cet engagement afin « d'être garant de la problématique amiénoise au sein de la grande région » et afin de défendre « les intérêts d’Amiens et du territoire picard ».
Cette annonce intervient à la suite de l'appel Amiens Capitale où, avec d'autres élus picards de tous bords, elle tente de convaincre le gouvernement de procéder à un partage des rôles entre Amiens et Lille dans le cadre de la réforme territoriale.
Le 4 janvier 2016, elle est élue vice-présidente chargée de la fusion, de l'administration générale, des affaires juridiques, du personnel, du dialogue avec les syndicats au conseil régional de Nord-Pas-de-Calais-Picardie.
Elle soutient Bruno Le Maire pour la primaire française de la droite et du centre de 2016. En septembre 2016, elle est nommée avec plusieurs personnalités membre du comité politique de la campagne.
Le 2 mars 2017, dans le cadre de l'affaire Fillon, elle lâche le candidat LR François Fillon à l'élection présidentielle. Le 15 mars 2017, elle apporte son soutien à Rama Yade en lui accordant son parrainage pour l'élection présidentielle.
Le 14 janvier 2020, elle lance officiellement sa campagne pour sa réélection à la mairie d'Amiens avec sa liste Vivons Amiens ensemble,.
Elle prend en mars 2024 un arrêté anti-mendicité, évoquant les nuisances provoquées en centre-ville par les personnes sans domicile fixe. La police pourra verbaliser les personnes sans domicile fixe dans les rues du centre-ville d'Amiens. Toutefois, pour Fabrice Catoire, fondateur de l'association Maraudes citoyennes amiénoises, ces amendes sont discriminatoires : « Ce sont des gens qui ne sont pas solvables, qui ne touchent même pas le RSA. Pour les gens de la rue, la mendicité c'est le moyen de survivre. »
Elle démissionne de son mandat de maire le 7 octobre 2024, en faveur de son premier adjoint Hubert de Jenlis,.

## Fonctions électives

### Mandats en cours
- Deuxième vice-présidente d'Amiens Métropole déléguée au Personnel le 17 avril 2014 puis déléguée aux Ressources humaines et à l'Administration générale depuis le 9 juillet 2020[12] ;
- Huitième vice-présidente de l'Association des maires de grandes villes de France depuis le 20 mai 2014[15] ;
- Première vice-présidente du conseil régional des Hauts-de-France chargée de la fusion, de l'administration générale, des affaires juridiques, du personnel, du dialogue avec les syndicats depuis le 23 novembre 2017[30].

### Anciens mandats
- Députée européenne du 10 janvier 2008 au 13 juillet 2009[31] ;
- Maire d'Amiens du 27 juin 2002 au 29 mars 2007 et du 4 avril 2014 au 7 octobre 2024 ;
- Adjointe au maire d'Amiens (Gilles de Robien) de 1989 au 27 juin 2002 puis du 29 mars 2007 au 21 mars 2008 ;
- Conseillère municipale d'opposition d'Amiens du 21 mars 2008 au 4 avril 2014 (membre de la commission des finances ainsi que de la commission Démocratie, Solidarité, Écologie) ;
- Conseillère de la Communauté d'agglomération Amiens Métropole ;
- Conseillère régionale de Picardie de 1986 à 1992 puis de 1993 à 2007 ;
- Conseillère générale de la Somme (canton d'Amiens 5e (Sud-Est)) du 28 juin 2010 au 8 septembre 2014.
- Deuxième vice-présidente du conseil régional des Hauts-de-France chargée de la fusion et de l’administration du 4 janvier 2016 au 23 novembre 2017[20].
- Secrétaire générale de l'UDI de décembre 2014 à avril 2018[18];

## Publications
- Brigitte Fouré, Une femme au cœur de la Cité, Amiens, Martelle Editions, 2009, 128 p..
- Brigitte Fouré, Amiens pour Vous, Autres Talents, 2012.
- Brigitte Fouré, Amiens Capitale, c’est Capital !, Autres Talents, 2015.

## Décorations
Le 31 décembre 2006, Brigitte Fouré est nommée au grade de chevalier dans l'ordre national de la Légion d'honneurau titre de  « maître de conférences ; 27 ans de services civils. » et faite chevalier de l'ordre par Gilles de Robien, alors ministre de l'Éducation nationale, le 24 mars 2007[réf. nécessaire].
Elle est officier de l'ordre des Palmes académiques.[réf. nécessaire]

## Pour approfondir